# Turó de les Lloberes
El Turó de les Lloberes és una muntanya de 921 metres que es troba entre els municipis d'Espinelves i Viladrau, a la comarca d'Osona. És el segon cim més alt d'Espinelves. S'hi han detectat unes primeres colònies del cedre de l'Atles (Cedrus atlàntica), al·lòcton, però no gaire invasor.